# ルベーグの密度定理
数学におけるルベーグの密度定理は、任意のルベーグ可測集合 A に対して、A のほとんど至るところにおいて A の「密度」が 1 になることを述べる。これは直観的には、A の「境界」（つまり、A の外側にも内側にもはみ出すような「近傍」を持つような点全体の成す集合）は、ルベーグ測度に関して無視できるという意味である。
μ を Rn 上のルベーグ測度とし、 A を Rn のルベーグ可測な部分集合とする。Rnの点 x の ε-近傍における A の近似密度を次のように定める。
{\displaystyle d_{\varepsilon }(x)={\frac {\mu (A\cap B_{\varepsilon }(x))}{\mu (B_{\varepsilon }(x))}}.}
ここで、Bεは x を中心とする半径 ε の閉球体である。
ルベーグの密度定理は A の殆ど全ての点 x に対して密度
{\displaystyle d(x)=\lim _{\varepsilon \to 0}d_{\varepsilon }(x)}
が存在してそれが 1 に等しいと主張する。
言い換えると、いかなる可測集合 A に対しても、Rn のほとんど至るところで A の密度は 0 か 1 である。それにもかかわらず、「μ(A) > 0 かつ μ(Rn ∖ A) > 0 ならば、そこで密度が 0 でも 1 でもないような Rn の点が常に存在する」という奇妙な事実が成立する。
密度定理の例として平面上の正方形を考えると、正方形の内点ではその点での密度は 1、辺上の点では 1/2、角の点では 1/4 である。平面上の点で密度が 0 でも 1 でもない点全体の成す集合（もちろん正方形の境界のこと）は空ではないが、（零集合になるという意味で）無視できる。
ルベーグの密度定理は、ルベーグの微分定理の特殊な場合である。